# Мечеть Сулеймана-паши аль-Хадыма
Мечеть Сулеймана-паши аль-Хадыма (араб. مسجد سليمان باشا الخادم‎), также известная как мечеть Сариат аль-Джабаль, — историческая мечеть, основанная в 1528 году Хадымом Сулейманом-пашой, одним из османских правителей Египта. Она располагается внутри Каирской цитадели на вершине горы Мокаттам и первоначально была возведена для использования янычарами, размещёнными в северной корпусе. Это первая мечеть, построенная в Египте в османском архитектурном стиле.

## История
Мечеть была построена на руинах старой мечети Абу Мансура Кусты, возведённой наместником Александрии в период правления династии Фатимидов в 1141 году и существовавшей ещё до постройки цитадели. Мечеть Сулеймана-паши была возведена в 1528 году, после первой реконструкции цитадели. Сулейман-паша занимал должность османского наместника в Египте в XV веке. Новое здание было призвано олицетворять его власть. У Сулеймана-паши были люди для создания мечети, среди которых были египетские мастера и архитектор.

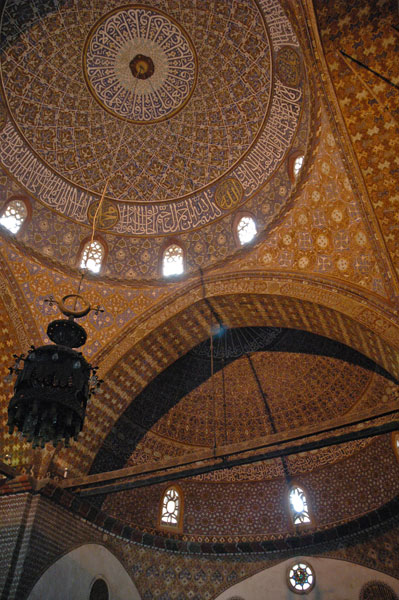
Купол мечети Сулеймана-паши

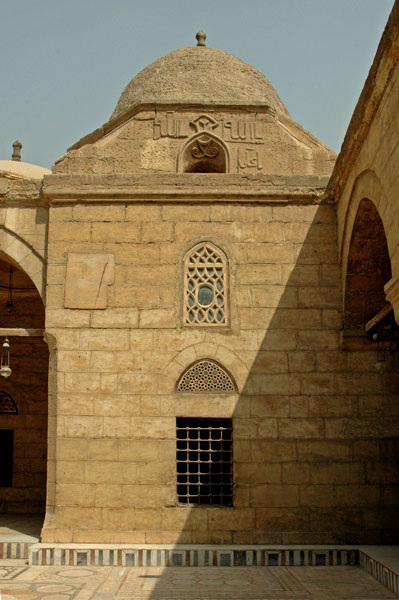
Одна из стен во дворе мечеть. На её верхней части располагается кораническая надпись и изображения нескольких геометрических фигур, также украшающих и пол.

## Архитектура
Мечеть состоит из двух секций и венчается в центре куполом, окружённым полукуполами, украшенными цветными надписями. Купола мечети все покрыты зелёными кашанийскими географическими узорами. В первой секции украшения чередуются с различными письменами, а мраморные стены покрыты в своей нижней части линией с куфическими блуквами и цветущими цитатами из Корана. В середине восточной стены находится михраб и мраморная платформа. Западная стена ведёт ко второй секции, которая представляет собой открытый средний сахн, пол которого украшен цветным мрамором. Он окружён четырьмя арками, покрытыми полукуполами, которые установлены на их плечах, а на западной стороне двора находится небольшое куполообразное сооружение с несколькими гробницами с мраморными конструкциями. Гробницы покрыты различными видами надгробий, которые были распространены в то время.
Минарет имеет цилиндрическую форму с двумя выступами, каждое из которых украшено разноцветными мукарнами. Он увенчан конусом, покрытым зелёными панелями. Этот тип османского минарета использовался в большинстве мечетей, созданных в османскую эпоху.

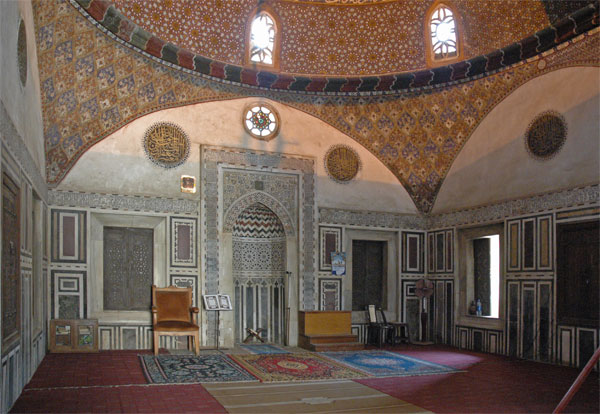
Интерьер мечети Сулеймана-паши с михрабом в центре

Снаружи здание мечети имеет форму прямоугольника. Её также венчают 9 малых куполов. Входная дверь ведёт в центр прямоугольной области, к молитвенному залу. С прямоугольной формой здания, он также включает в себя внутренний двор. Еще один внутренний двор расположен в северной части. Это стены, которые сделаны из мрамора были сделаны из работы египетских мастеров.